# Argeia (Tochter des Adrastos)
Argeia (altgriechisch Ἀργεία Argeía) ist eine Frauengestalt der griechischen Mythologie.
Argeia war die Tochter des Königs Adrastos von Argos und der Amphithea. Als Polyneikes, Sohn des Ödipus, nach Argos kam, heirateten die beiden. Sie hatten Thersandros als gemeinsamen Sohn. Laut einem Fragment der Eoien („Frauenkatalog“) Hesiods kam sie nach Theben und nahm am Begräbnis des Ödipus teil.
Mit Hilfe seines Schwiegervaters wollte Polyneikes die Herrschaft über Theben gewaltsam von seinem Bruder Eteokles erlangen; es kam zum Feldzug der Argeier gegen Theben (siehe auch Sieben gegen Theben). Die Einnahme Thebens scheiterte und die Brüder töteten sich in einem Zweikampf gegenseitig. Laut manchen Sagenversionen untersagte Kreon, den Leichnam des Polyneikes zu bestatten, doch dessen Schwester Antigone widersetzte sich diesem Verbot. Hyginus Mythographus berichtet, dass Argeia der Antigone half, den toten Polyneikes auf den Scheiterhaufen seines Bruders Eteokles zu heben. Dabei von Wächtern überrascht, wurde Antigone gefangen, doch Argeia konnte entkommen.